# IBM 701
IBM 701 isto poznato kao defense calculator (obrambeni kalkulator), koje je dizajnirala američka tvrtka IBM i predstavljeno javnosti 29. travnja 1952. Poslovne inačice ovog stroja imala su sljedeće oznake: IBM 702 i IBM 650. 

## Svojstva
IBM 701, IBM 702 i IBM 650 računala su prve generacije, i osnovno građevna jedinica bila je elektronička cijev.
- ALU konstrukcija: 4000 elektroničkih cijevi
  - Aritmetika: fiksna

- Memorija
  - Veličina riječi ; 36 bita
  - Broj adresa: 2048 (osnovna jedinica), proširivo do 4096
  - Tehnologija: williamsove cijevi (Williams tube) - elektrostatička memorija na bazi katodne cijevi

- Veličina instrukcije: 18 bita

- Broj registara: 3

## Sklopovlje
Računalo IBM 701 sadržavalo je sljedeće sklopovne jedinice:
- IBM 701 - Analytical Control Unit (CPU) - (centralna jedinica)
- IBM 706 - Electrostatic Storage Unit (2048 words of CRT Memory) (elektrostatična jedinica - katodna cijev)
- IBM 711 - Punched Card Reader (150 Cards/min.) (jedinica za čitanje bušenih kartica 150 kartica u minuti)
- IBM 716 - Printer (150 Lines/min.) (pisač 150 linija u minuti)
- IBM 721 - Punched Card Recorder (100 Cards/min.) (jedinica za ispisivanje bušenih kartica 100 kartica u minuti)
- IBM 726 - Magnetic Tape Reader/Recorder (100 Bits/inch) (magnetska traka 100 bita po colu)
- IBM 727 - Magnetic Tape Reader/Recorder (200 Bits/inch) (magnetska traka 200 bita po colu)
- IBM 731 - Magnetic Drum Reader/Recorder (magnetski bubanj)
- IBM 736 - Power Frame #1 (napojna ploča broj 1=
- IBM 737 - Magnetic Core Storage Unit (4096 words of Core Memory)
- IBM 740 - Cathode Ray Tube Output Recorder (
- IBM 741 - Power Frame #2 (napojna ploča broj 2)
- IBM 746 - Power Distribution Unit (distribucijska jedinica)
- IBM 753 - Magnetic Tape Control Unit (koja je mogla upravljati 10 x IBM 727s)